# Manuel Pinto de Sousa Dantas
Pour les articles homonymes, voir Dantas.
Manuel Pinto de Sousa Dantas (né à Inhambupe le 21 février 1831 et mort le 29 janvier 1894 à Rio de Janeiro) est un avocat et homme politique brésilien abolitionniste.
Président du Conseil des ministres du Brésil de 1884 à 1885, il a également gouverné les provinces de Bahia et Alagoas. Il est le grand-père de Luís Martins de Souza Dantas.

## Biographie

### Formation et carrière politique
Manuel de Pinto Sousa Dantas est le second des quatre fils de Maurício José de Sousa Dantas et de Carolina Francisca de Sousa Dantas.
Diplômé en droit de la faculté de droit de Recife en 1851, Manuel Sousa Dantas est initialement membre du parti conservateur, puis il adhère au parti libéral et devient gouverneur d'Alagoas (1859-1860) et de Bahia (1865-1866). Il est plusieurs fois élu comme député provincial et député général. À Salvador de Bahia il est également juge des orphelins.
Il est membre du Conseil d'État (qui gouvernait le Brésil), occupant le siège au Sénat à la mort du conseiller Zacarias de Góis e Vasconcelos, en 1878, dans le cabinet duquel (22e) il reçoit le portefeuille du ministère de l'Agriculture, du Commerce et Travaux publics (de 1866 à 1868).
Il est ministre de la Justice entre 1880 et 1882, et ministre par intérim de l'Empire, dans le 28e cabinet, présidé par le conseiller José Antônio Saraiva.
Manuel Pinto de Sousa Dantas organise et préside le 32e Cabinet, gouvernant le pays du 6 juin 1884 au 6 mai 1885, occupant également le ministère des Finances et, temporairement, celui des étrangers. Le point principal de son gouvernement est la vive impulsion qu'il donne à l'abolitionnisme, une idéologie qui soutenait la libération des esclaves. Il a également porté une vaste réforme sociale, couvrant un éventail de sujets, y compris la réforme agraire et la démocratisation de l'éducation.

### Projet du 3 juin 1887
En juin 1887, après avoir quitté le poste de président du Conseil des ministres, le sénateur Dantas prépare un projet de libération des esclaves, le « Projeto B de 1887 », nom sous lequel il se fait connaître, prévoit l'installation de familles de anciens esclaves, le long des chemins de fer de l'Empire, ce qui constituerait une sorte de réforme agraire.
Ce projet, bien qu'il ait été rejeté par le Sénat, était primordial pour ses contemporains car en plus de donner de la force au mouvement abolitionniste naissant, il a réussi à motiver des politiciens tels que Joaquim Nabuco, André Rebouças et même la princesse Isabelle à défendre plus tard le règlement de la famille d'anciens esclaves. Ce thème qui a été une fois de plus suggéré par l'empereur Pedro II dans son discours du trône de mai 1889.

### Orientation politique et famille
Manuel Sousa Dantas est d'orientation libérale, bénéficiant d'une base politique solide à Bahia, permettant notamment à son fils, Rodolfo Epifânio de Souza Dantas, de devenir également député et ministre sous le règne de l'empereur Pedro II. En revanche, il s'oppose fréquemment à son cousin Cícero Dantas Martins (1838-1903), lequel est un grand propriétaire terrien, conservateur, représentant d’une classe aristocratique remontant à l’époque coloniale qui s’était toujours appuyée sur le binôme terre-esclave.

## Honneur
Manuel Pinto de Sousa Dantas est :
 commandeur de l'ordre Impérial du Christ.